# Ruth Halbsguth
Ruth Halbsguth (n. 9 decembrie 1916, Eckernförde, Schleswig-Holstein, Germania – d. 12 octombrie 2003, Eckernförde, Schleswig-Holstein, Germania) a fost o înotătoare ce a reprezentat Germania, medaliată olimpică. A participat la o ediție a Jocurilor Olimpice (1936) în care a câștigat o medalie de argint.

## Participări
Lista de mai jos prezintă principalele competiții la care a participat Ruth Halbsguth de-a lungul carierei.
- Olympische Sommerspiele 1936/Schwimmen – 4 × 100 m Freistil (Frauen)[*]